# Se-ma-for
Se-ma-Per és un estudi d'animació polonès. Fundat a Łódź, Polònia el 1947, l'empresa ha creat molts personatges animats i animacions en stop-motion per audiències joves i aduletes. El nom, significant literalment Se-ma-for, és un acrònim d'Estudi Małych Forma Filmowych - Estudi de Formes de Pel·lícules Petites.
Les produccións més famoses inclouen els shows per nens petits com: Miś Uszatek, Przygody misia Colargola, El Moomins (pol. Opowiadania Muminków), Problemes el Gat, Przygody kota Filemona, Przygód kilka wróbla Ćwirka, Zaczarowany ołówek i la pel·lícula Peter i el Llop.
Józef SkrobińL'esquí ha treballat en aquest estudi durant temps.

## Pere i el Llop
Al febrer de 2008, un dels curts animats, Pere i el Llop dirigit per Suzie Templeton i amb Marek Skrobecki com ha cap de disseny i co-director, va rebre el Premi d'Acadèmia per el millor curtmetratge animat. Va ser la segona pel·lícula guanyadora d'un Oscar de l'estudi - la primera va ser dins la mateixa categoria el 1982 - "Tango" per Zbigniew Rybczyńesquí.
La fotografia va ser gravada íntegrament dins dels estudis d'animació Se-ma-for a Łódź, Polònia.